# Eupithecia obscura
Eupithecia obscura là một loài bướm đêm trong họ Geometridae.